# Szwajcaria na Zimowych Igrzyskach Olimpijskich 2006
Reprezentacja Szwajcarii na Zimowych Igrzyskach Olimpijskich 2006 liczyła 125 zawodników - 77 mężczyzn i 48 kobiet, którzy wystąpili w 13 dyscyplinach sportowych. Reprezentanci tego kraju zdobyli 14 medali - 5 złotych, 4 srebrne i 5 brązowych.
Najwięcej medali (po dwa) wśród Szwajcarów zdobyli: Martin Annen i Beat Hefti.
Najmłodszym szwajcarskim zawodnikiem podczas ZIO 2006 był Florence Schelling (16 lat i 340 dni), a najstarszym - Claudio Pescia (42 lata i 89 dni).

## Medaliści
| Medal | Zawodnicy                                                           | Dyscyplina            | Konkurencja                       |
| ----- | ------------------------------------------------------------------- | --------------------- | --------------------------------- |
|       | Evelyne Leu                                                         | Narciarstwo dowolne   | Skoki akrobatyczne kobiet         |
|       | Maya Pedersen-Bieri                                                 | Skeleton              | Jedynki kobiet                    |
|       | Tanja Frieden                                                       | Snowboarding          | Snowboardcross kobiet             |
|       | Philipp Schoch                                                      | Snowboarding          | Slalom gigant równoległy mężczyzn |
|       | Daniela Meuli                                                       | Snowboarding          | Slalom gigant równoległy kobiet   |
|       | Martina Schild                                                      | Narciarstwo alpejskie | Zjazd kobiet                      |
|       | Mirjam Ott Binia Beeli Valeria Spälty Michele Moser Manuela Kormann | Curling               | Curling kobiet                    |
|       | Stéphane Lambiel                                                    | Łyżwiarstwo figurowe  | Soliści                           |
|       | Simon Schoch                                                        | Snowboarding          | Slalom gigant równoległy mężczyzn |
|       | Bruno Kernen                                                        | Narciarstwo alpejskie | Zjazd mężczyzn                    |
|       | Ambrosi Hoffmann                                                    | Narciarstwo alpejskie | Supergigant mężczyzn              |
|       | Martin Annen Beat Hefti                                             | Bobsleje              | Dwójki mężczyzn                   |
|       | Martin Annen Beat Hefti Cedric Grand Thomas Lamparter               | Bobsleje              | Czwórki mężczyzn                  |
|       | Gregor Stähli                                                       | Skeleton              | Skeleton mężczyzn                 |

## Wyniki reprezentantów Szwajcarii

### Biathlon
Mężczyźni
- Simon Hallenbarter

sprint - 65. miejsce
bieg indywidualny - 76. miejsce
- Matthias Simmen

sprint - 43. miejsce
bieg pościgowy - 23. miejsce
bieg indywidualny - 52. miejsce

### Bobsleje
Mężczyźni
- Martin Annen, Beat Hefti

Dwójki - 
- Ivo Rüegg, Cédric Grand

Dwójki - 8. miejsce
- Martin Annen, Thomas Lamparter, Beat Hefti, Cédric Grand

Czwórki - 
- Ivo Rüegg, Andi Gees, Roman Handschin, Christian Aebli

Czwórki - 8. miejsce
Kobiety
- Maya Bamert, Martina Feusi

Dwójki - 8. miejsce
- Sabina Hafner, Cora Huber

Dwójki - 10. miejsce

### Biegi narciarskie
Mężczyźni
- Reto Burgermeister

Bieg łączony - 59. miejsce
- Christoph Eigenmann

Sprint stylem klasycznym - 30. miejsce
- Remo Fischer

Bieg łączony - 36. miejsce
50 km stylem dowolnym - 21. miejsce
- Toni Livers

Bieg łączony - 40. miejsce
50 km stylem dowolnym - 32. miejsce
- Christian Stebler

15 km stylem klasycznym - 29. miejsce
50 km stylem dowolnym - 50. miejsce
- Reto Burgermeister
Christoph Eigenmann

Sprint drużynowy stylem klasycznym - 15. miejsce
- Reto Burgermeister
Christian Stebler
Toni Livers
Remo Fischer

sztafeta - 7. miejsce
Kobiety
- Seraina Boner

10 km stylem klasycznym - 41. miejsce
- Natascia Leonardi Cortesi

Bieg łączony - 24. miejsce
30 km stylem dowolnym - 16. miejsce
- Seraina Mischol

Sprint stylem dowolnym - 32. miejsce
10 km stylem klasycznym - 15. miejsce
- Laurence Rochat

Sprint stylem dowolnym - 15. miejsce
10 km stylem klasycznym - 25. miejsce
- Seraina Mischol
Laurence Rochat
Natascia Leonardi Cortesi
Seraina Boner

sztafeta - 11. miejsce

### Curling
Mężczyźni - 5. miejsce
- Ralph Stöckli
- Claudio Pescia
- Pascal Sieber
- Marco Battilana
- Simon Strübin

Kobiety - 
- Mirjam Ott
- Binia Beeli
- Valeria Spälty
- Michèle Moser

### Hokej na lodzie
Kobiety
- Silvia Bruggmann, Nicole Bullo, Sandra Cattaneo, Daniela Diaz, Patricia Elsmore-Sautter, Angela Frautschi, Ramona Fuhrer, Ruth Künzle, Kathrin Lehmann, Monika Leuenberger, Jeanette Marty, Julia Marty, Stefanie Marty, Christine Meier, Prisca Mosimann, Sandrine Ray, Rachel Rochat, Laura Ruhnke, Florence Schelling, Tina Schumacher - 7. miejsce

Mężczyźni
- David Aebischer, Andres Ambühl, Goran Bezina, Severin Blindenbacher, Marco Bührer, Flavien Conne, Patric Della Rossa, Paul Di Pietro, Patrick Fischer, Beat Forster, Martin Gerber, Steve Hirschi, Sandy Jeannin, Marcel Jenni, Olivier Keller, Romano Lemm, Thierry Paterlini, Martin Plüss, Ivo Rüthemann, Mathias Seger, Mark Streit, Julien Vauclair, Adrian Wichser, Thomas Ziegler - 6. miejsce

### Kombinacja norweska
Mężczyźni
- Ronny Heer

Sprint - 20. miejsce
Gundersen - 24. miejsce
- Andreas Hurschler

Sprint - 21. miejsce
Gundersen - 23. miejsce
- Seppi Hurschler

Sprint - 24. miejsce
Gundersen - 22. miejsce
- Ivan Rieder

Sprint - 36. miejsce
Gundersen - 27. miejsce
- Jan Schmid
Andreas Hurschler
Ronny Heer
Ivan Rieder

Drużynowo - 4. miejsce

### Łyżwiarstwo figurowe
Mężczyźni
- Stéphane Lambiel

soliści - 
- Jamal Othman

soliści - 27. miejsce
Kobiety
- Sarah Meier

solistki - 8. miejsce

### Narciarstwo alpejskie
Mężczyźni
- Daniel Albrecht

gigant - DNF
slalom - DNF
kombinacja - 4. miejsce
- Marc Berthod

gigant - 17. miejsce
slalom - 14. miejsce
kombinacja - 7. miejsce
- Didier Cuche

supergigant - 12. miejsce
gigant - 19. miejsce
- Didier Défago

zjazd - 26. miejsce
supergigant - 16. miejsce
gigant - 14. miejsce
kombinacja - DNF
- Tobias Grünenfelder

zjazd - 12. miejsce
- Ambrosi Hoffmann

zjazd - 17. miejsce
supergigant - 
- Bruno Kernen

zjazd - 
supergigant - 18. miejsce
- Silvan Zurbriggen

slalom - 15. miejsce
kombinacja - DNF
Kobiety
- Fränzi Aufdenblatten

zjazd - 12. miejsce
supergigant - 17. miejsce
gigant - 16. miejsce
kombinacja - DNS
- Sylviane Berthod

zjazd - 14. miejsce
supergigant - 15. miejsce
- Martina Schild

zjazd - 
supergigant - 6. miejsce
- Nadia Styger

zjazd - 5. miejsce
supergigant - 35. miejsce
gigant - 24. miejsce

### Narciarstwo dowolne
Mężczyźni
- Thomas Lambert

skoki akrobatyczne - 14. miejsce
- Renato Ulrich

skoki akrobatyczne - 10. miejsce
Kobiety
- Evelyne Leu

skoki akrobatyczne - 
- Manuela Müller

skoki akrobatyczne - 7. miejsce

### Saneczkarstwo
Mężczyźni
- Stefan Höhener

jedynki - 15. miejsce
Kobiety
- Martina Kocher

jedynki - 9. miejsce

### Skeleton
Mężczyźni
- Gregor Stähli -

Kobiety
- Maya Pedersen -

- Tanja Morel - 7. miejsce

### Skoki narciarskie
Mężczyźni
- Simon Ammann

Skocznia normalna - 38. miejsce
Skocznia duża - 15. miejsce
- Andreas Küttel

Skocznia normalna - 5. miejsce
Skocznia duża - 6. miejsce
- Guido Landert

Skocznia normalna - 48. miejsce
Skocznia duża - 37. miejsce
- Michael Möllinger

Skocznia normalna - 13. miejsce
Skocznia duża - 13. miejsce
- Michael Möllinger
Simon Ammann
Guido Landert
Andreas Küttel

Drużynowo - 7. miejsce

### Snowboard
Mężczyźni
- Therry Brunner

halfpipe - 39. miejsce
- Marco Huser

snowboardcross - 9. miejsce
- Heinz Inniger

gigant równoległy - 5. miejsce
- Gilles Jaquet

gigant równoległy - 8. miejsce
- Frederik Kalbermatten

halfpipe - 24. miejsce
- Markus Keller

halfpipe - 7. miejsce
- Ueli Kestenholz

snowboardcross - 25. miejsce
- Philipp Schoch

gigant równoległy - 
- Simon Schoch

gigant równoległy - 
- Gian Simmen

halfpipe - 19. miejsce
Kobiety
- Ursula Bruhin

gigant równoległy - 7. miejsce
- Mellie Francon

snowboardcross - 5. miejsce
- Tanja Frieden

snowboardcross - 
- Daniela Meuli

gigant równoległy - 
- Olivia Nobs

snowboardcross - 11. miejsce
- Manuela Pesko

halfpipe - 7. miejsce